# Galium anguineum
Galium anguineum är en måreväxtart som beskrevs av Friedrich Ehrendorfer och Schönb.-tem.. Galium anguineum ingår i släktet måror, och familjen måreväxter. Inga underarter finns listade i Catalogue of Life.